# Jonathan Allen
Jonathan Allen (Anniston, 16 gennaio 1995) è un giocatore di football americano statunitense che milita nel ruolo di defensive end per i Minnesota Vikings della National Football League (NFL).

## Carriera universitaria
Al college, Allen giocò a football con gli Alabama Crimson Tide dal 2013 al 2016. Divenne titolare a partire dalla stagione 2014 e nella successiva vinse il campionato NCAA. Nella sua ultima stagione, quella del 2016, mise a segno 69 tackle e 10,5 sack. Fu premiato unanimemente come All-American, vinse il Bronko Nagurski Trophy e il Chuck Bednarik Award, assegnati al miglior difensore nel college football, il Lombardi Award, assegnato al miglior interior lineman, e fu premiato come difensore dell'anno della Southeastern Conference (SEC).
Premi e vittorie
- Campione NCAA (2015)
- Campione SEC (2014, 2015, 2016)
- Difensore dell'anno della SEC (2016)
- Bronko Nagurski Trophy (2016)
- Chuck Bednarik Award (2016)
- Lombardi Award (2016)
- Unanimous All-American (2016)

Statistiche al college
|        |         |    | Defense | Defense | Defense | Defense | Defense |
| Anno   | Squadra | P  | Tackle  | TfL     | Sack    | Int     | FF      |
| ------ | ------- | -- | ------- | ------- | ------- | ------- | ------- |
| 2013   | Alabama | 7  | 15      | 3.0     | 0.5     | 0       | 1       |
| 2014   | Alabama | 14 | 32      | 11,0    | 5,0     | 0       | 0       |
| 2015   | Alabama | 14 | 36      | 14,5    | 12,0    | 0       | 2       |
| 2016   | Alabama | 15 | 69      | 16,0    | 10,5    | 0       | 0       |
| Totale | Totale  | 50 | 152     | 44.5    | 28.0    | 0       | 3       |

## Carriera professionistica

### Washington Commanders
Allen era considerato una scelta del prima metà del primo giro del Draft NFL 2017. Il 27 aprile 2017 fu scelto come 17º assoluto dai Washington Redskins. Debuttò come professionista partendo come titolare nella gara del primo turno contro i Philadelphia Eagles mettendo a segno 4 tackle. Il primo sack in carriera lo fece registrare nel terzo turno su Derek Carr degli Oakland Raiders. Nella settimana 6 contro i San Francisco 49ers subì una frattura a un piede che lo costrinse a un'operazione chirurgica, perdendo il resto della sua stagione da rookie.
Nel 2021 Allen fu convocato per il suo primo Pro Bowl dopo un nuovo primato personale di 9 sack.
Il 7 marzo 2025 Allen fu svincolato.

### Minnesota Vikings
L'11 marzo 2025 Allen firmò un contratto triennale del valore di 60 milioni di dollari con i Minnesota Vikings.

## Palmarès
- Convocazioni al Pro Bowl: 2

2021, 2022